# Mecopisthes millidgei
Mecopisthes millidgei là một loài nhện trong họ Linyphiidae.
Loài này thuộc chi Mecopisthes. Mecopisthes millidgei được Jörg Wunderlich miêu tả năm 1995.